# Ptasi Szczyt
Ptasi Szczyt (539 m n.p.m.) (niem. Flucht Koppe, cz. Ptačí vrch) – góra graniczna w południowo-zachodniej Polsce i północnych Czechach, w Sudetach Środkowych, w Górach Kamiennych, w paśmie Gór Suchych.
Wzniesienie położone w Sudetach Środkowych, w Górach Kamiennych, we wschodniej części pasma Gór Suchych (cz. Javoří hory), stanowiąc jego południowo-wschodnie zakończenie. Na wschód od Ptasiego Szczytu znajdują się Włodowice. Przez wierzchołek przechodzi polsko-czeska granica państwowa. Czeska, zachodnia część wzniesienia znajduje się w Obszarze Chronionego Krajobrazu Broumovsko.
Jest to wzniesienie zbudowane z permskich skał wylewnych – melafirów (trachybazaltów). Niżej występują również permskie (czerwony spągowiec) skały osadowe – piaskowce i zlepieńce. Utwory te należą do północno-wschodniego skrzydła niecki śródsudeckiej.
Szczyt porośnięty lasem świerkowym regla dolnego, na zboczach łąki i nieużytki.

## Turystyka
Przez szczyt przechodzą szlaki turystyczne:
- zielony – szlak graniczny prowadzący wzdłuż granicy z Tłumaczowa do Przełęczy Okraj
- niebieski - szlak "Przyjaźni polsko-czeskiej" w kierunku Włodowic i Nowej Rudy. Planowane jest przedłużenie na stronę czeską w kierunku Homole i Broumova.